# 富山昌克
富山 昌克（とみやま まさかつ、1964年7月26日 - ）は、日本の園芸研究家（園芸家）、園芸コンサルタント、バイオテクノロジスト、園芸著作家。
大阪府藤井寺市出身。藤井寺カトリック幼稚園・藤井寺市立藤井寺西小学校・藤井寺市立藤井寺中学校・大阪府立生野高等学校（高35期）、千葉大学園芸学部を卒業後、ハワイ大学熱帯植物生理学研究室・交換研究生として渡米。
メリクロンアーツ（バイテク研究所）＆富山昌克オフィス＆富山蘭園・奈良農場代表。なら食と農の魅力創造国際大学校・大阪狭山市熟年大学・大阪ハイテクノロジー専門学校・トミーの園芸教室 in ATC・トミーと行く花散歩 講師。バイオ英語講師。
一般社団法人 花葉会 幹部会・藤井寺市緑化推進協議会・藤井寺市景観審議会・藤井寺市教育委員会などでも委員を兼任。
植物バイオテクノロジーを用いた花の品種改良や園芸機材・用品の開発、テレビの園芸番組への出演、農大・熟大・専門学校での園芸教育、ガーデニングの普及活動や講演などを行っている。世界各地のラン自生地を巡り研究を続ける。園芸研究家、著書多数。
日本農業新聞 日曜版『ﾄﾐｰのわくわくガーデニング』毎週連載中（2016年4月～）
■教育関連
NHK幼児番組『ひとりでできるもん』 監修（2001年5月）
藤井寺市立藤井寺西小学校 PTA副会長（2002年4月～2003年3月）
藤井寺市立藤井寺西小学校 PTA会長（2003年4月～2004年3月）
藤井寺市立藤井寺西小学校 PTA顧問（2004年4月～2005年3月）
学校法人 則天学園 大阪動植物海洋専門学校 学校長(2018年3月1日～2022年3月8日）

## 人物像
園芸と演芸を融合させた独自の世界観を持つ。
園芸業界において、「トミー」(Tommy) という愛称で親しまれている。園芸番組では演芸研究家ともよばれるようなエンターテインメント的な楽しい演出が多い。バイオテクノロジーの研究キャリアから裏付けられた科学的園芸コメントが定評。
幼少時代から地球上の生物進化に興味を抱く。1982年より植物バイオテクノロジー研究から、園芸一般への応用に取り組む。植物全般のクローン増殖（メリクロン）、細胞融合、遺伝子組換えなど、植物バイオテクノロジーが専門。園芸全般、ガーデニング技術、植物の育て方についてマスターしている。
主に、ランの品種改良、一般家庭における温室を使わない洋ラン栽培法の開発、ビオトープ的アクアテラリュームの研究、洋ランをモチーフにしたオリジナルキャラクター「カトレアマン」を使っての園芸幼児教育、家庭園芸（ガーデニング）の普及活動、オープンガーデンの普及活動を行っている。高山植物のための冷暖房付き栽培ケース「アミール」、支柱曲げ器「曲げ太郎」、なめくじ撃退板「ナメクジ返し」、液肥混入器「らくこん」などの園芸工具の開発などにも携わっている。
農大・熟大・専門学校では、「植物生理学」、「生物工学」、「バイオ英語」、「論文講読」、「園芸学総論」、「花卉園芸学」、「蔬菜園芸学」、「果樹園芸学」、「植物栄養学」、「植物土壌学」、「植物形態学」、「植物分類学」、「園芸療法論」、「植物遺伝学」、「植物育種学」、「園芸植物繁殖学」、「植物病理学」、「飼料・工芸作物学」、「育種細胞工学実習」、「水耕栽培実習」、「パーマカルチャー論」、「植物環境制御学」、「環境工学」、「国際農業マネジメント学」などを担当している。
難しい科学技術を解りやすく解説するため、日本各地から園芸講習や園芸講演会（ガーデントークショー）の依頼がある。
玄制流空手道・修雲会空手道の二流派黒帯を持つ。

## 出演

### テレビ番組
- 大阪発プラス1（1988年、読売テレビ） - 「バイオテクノロジー」
- くらしのチャンネル（1989年、NHK） - 「魅惑の洋ラン」
- おはよう朝日です（1989年・1990年、朝日放送） - 「洋ランの紹介」
- イブニングネットワークきんき（1990年、NHK大阪放送局）
- ファッショナブル園芸（1991年、サンテレビ）
- イブニングネットワークきんき（1992年、NHK大阪放送局） - 「ワシントン条約」
- 趣味の園芸（1995年 - 、NHK）[8]。
- 手づくり花づくり（1997年 - 2017年、サンテレビ）
- 私のガーデニング（2000年、NHK BS2） - 「オーキッドガーデン」
- とっておき関西おひるまえ（2001年 - 2002年、NHK大阪放送局）
- 夕方5時ですとっておき関西（2001年 - 2002年、NHK大阪放送局）
- ぐるっと関西おひるまえ（2003年、NHK大阪放送局）
- 4時です 上方倶楽部（2004年、NHK大阪放送局） - 「富山昌克のガーデニング」
- ぐるっと関西プラス（2005年 - 2008年、NHK大阪放送局） - 「富山昌克の週末ガーデニング」[9]。

- ぐるっと関西おひるまえ（2009年 - 2010年、NHK大阪放送局） - 「トミーのシーズンガーデニング」[10]
- かんさい情報ネット ten!（2012年・2013年・2015年・2017年・2019年・2020年・2021年・2023年、読売テレビ）[11]
- よ〜いドン!サンデー（2014年、関西テレビ）
- ゆうどき 関西発（2015年、NHK大阪放送局） - 「ブロカントで冬の室内ガーデニング」
- サタデープラス（2015年、毎日放送）[12]
- 関西満載 おちゃのこSaiSai（2016年、J:COM）[13]
- 手づくり花づくりプラス（2017年 -2022年 、サンテレビ）[14]。
- スイッチ!（2018年、東海テレビ）[15]
- ごごナマ（2018年、NHK）[16]。
- THE TIME,（2023年、TBS）[17]

### ラジオ番組
- ノムラでノムラだ♪ EXトラ!（2010年・2011年・2013年・2014年、MBSラジオ）

## 著書
- 洋ランI 室内屋外管理（1992年10月、保育社、ISBN 4-586-50837-X）
- 洋ランII 温室管理（1993年1月、保育社、ISBN 4-586-50840-X）
- ラン科植物のクローン増殖（2000年7月1日、トンボ出版、ISBN 4-88716-143-3）
- NHK趣味の園芸 よくわかる栽培12か月 デンファレ（2002年10月16日、日本放送出版協会、ISBN 4-14-040192-3）
- NHK趣味の園芸 よくわかる栽培12か月 コチョウラン（2003年12月16日、日本放送出版協会、ISBN 4-14-040202-4）
- NHK趣味の園芸 12か月栽培ナビ 3 コチョウラン（2017年1月20日、NHK出版、ISBN 978-4-14-040276-4）
- 全年度 蝴蝶蘭栽培基礎書（出版日期：2019年6月15日、譯者：楊妮蓉、出版社：噴泉文化館、訂閱出版社新書快訊）

## 共著・執筆編纂
- 洋らん（日本園芸協会）
- 花咲き実成る園芸講座（日本園芸協会）
- 実利園芸技能講座（日本園芸協会）
- 花屋さんで買える花の名前ガイド（1996年8月、新星出版社、ISBN 4-405-08528-5）
- 別冊NHK趣味の園芸 園芸入門 これだけは知っておきたい栽培の基礎知識（2003年3月12日、日本放送出版協会、ISBN 4-14-645764-5）
- 別冊NHK趣味の園芸 花名人になる！鉢花 とっておきの育て方（2004年5月15日、日本放送出版協会、ISBN 4-14-645770-X）
- 別冊NHK趣味の園芸 栽培上手になる！ビジュアル 園芸用語530（2005年2月16日、日本放送出版協会、ISBN 4-14-645773-4）
- 別冊NHK趣味の園芸 洋ランの育て方完全ガイド（2007年12月13日、日本放送出版協会、ISBN 978-4-14-645779-9）
- 別冊NHK趣味の園芸 苔玉と苔 小さな緑の栽培テクニック（2010年8月19日、日本放送出版協会、ISBN 978-4-14-645789-8）
- NHK趣味の園芸 とことん答える800問！園芸なんでもQ&A（2011年2月18日、NHK出版、ISBN 978-4-14-199103-8）